# 神户中华同文学校

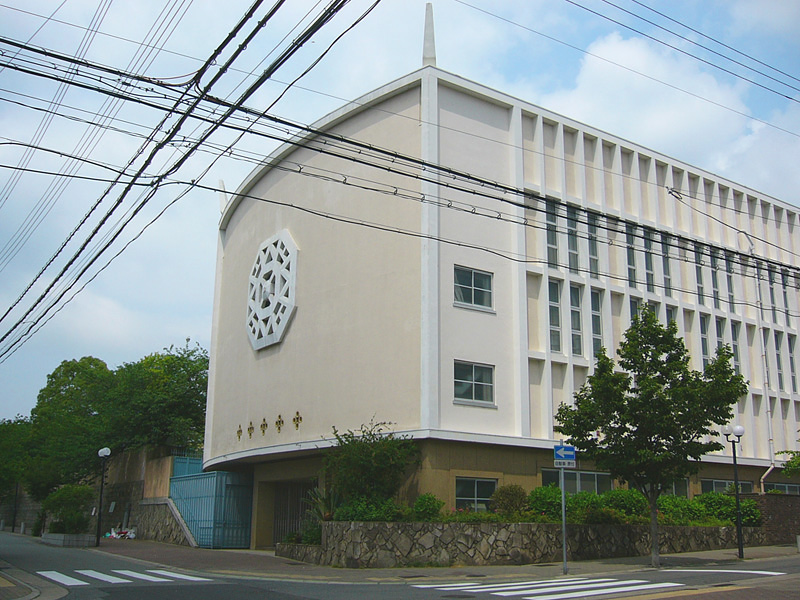
神户中华同文学校

学校法人神户中华同文学校（日语：／ Kōbe Chūka Dōbun Gakkō）是日本兵庫縣神户市中央区的中国大陆国际学校。这是五个日本的中华学校之一，和两个日本的中国大陆国际学校之一。

## 教育
神户中华同文学校提供一至九年级的小学和初中教育，除了日語及英語課，大部份課程皆以漢語教學，並採用簡體中文。 

## 招生
神户中华同文学校为校友子女提供入学的第一顺位。第二顺位是中国人优先。2000年，学校制定了一项尽量减少日本学生入学的政策。
2008年，约40%的学生是日本籍华裔。

## 扩展阅读
（日語）
在线文献：
- 有英文摘要。
- 有英文摘要。

非在线文献：